# Vermilion
Vermilion, cinober ili rumenica je narančasto crveni, skarletni pigment, izvorno proizveden iz u prah usitnjenog minerala cinabarita; također je i naziv za boju koja nastaje upotrebom istog pigmenta. Vermilion je imao široku primjenu već u slikarstvu antičkog Rima, u iluminiranim rukopisima srednjega vijeka, renesansnom slikarstvu i u izradi glaziranog posuđa u Kini, radi čega se i udomaćio naziv "kinesko crvena" za ovu boju.
Cinober može biti prirodni i umjetni, ali su kemijski isti, optičkih razlika nema. Grublje zrno prirodnog živinog sulfida je jedino obilježje porijekla. Starijim postupkom proizvodnje (kineski cinober) grublje je zrno pigmenta i nešto hladnijeg ljubičastog (violetnog) stanja. Noviji postupci korišteni od 18. stoljeća daju čistiju i topliju nijansu izrazite jakosti. Cinober je otporan prema alkalijama i kiselim sumpornim spojevima, nepromjenjivo (inertno) se ponaša prema svim pigmentima, dobro pokriva, s uljanim vezivom sporije suši. Jedini nedostatak je što neke vrste potamne pod direktnim djelovanjem Sunčeve svjetlosti.
Cinober je žarkocrveni pigment dobiven toplinskom obradom cinabarita (HgS) — živinog sulfida triklinske kristalne rešetke. U procesu prženja dobiva se cinober, živa i sumporov dioksid. Poput olovnog bjelila, često se koristio u domaćinstvu, a mogao se nabaviti po željezarima i poljoprivrednim apotekama.

## Etimologija
Riječ vermilion dolazi od francuske riječi vermeillon, koja je izvedenica riječi vermeil, od latinskog vermiculus, deminutiva riječi vermis = crv. Boja pigmenta slična je prirodnom pigmentu koji se dobiva od insekta kermes vermilio, pa otuda i ime. Riječi koje opisuju istu boju na portugalskom (vermelho) i katalonskom (vermell) imaju isto ishodište. Prvo zabilježeno korištenje riječi vermilion kao naziva za boju u engleskom jeziku seže u 1289.U engleskom jeziku termin cinnabar (cinober) koristi se naizmjence s terminom vermilion do 17. stoljeća, kada vermilion postaje uobičajen termin, dok se termin cinnabar koristi uglavnom za opis minerala cinabarita. Termin cinober za opis pigmenta i boje zadržao se u hrvatskom jeziku, kao i u njemačkom zinnober.

## Kemijski sastav i proizvodnja
Vermilion je gust, pokrivni pigment, izvorno proizveden iz usitnjenog minerala cinabarita. Mineral cinabarit je živin sulfid (HgS), crvene do crne boje, sadrži 86% žive. U prirodi ga nalazimo u crvenim heksagonskim kristalima. Boja živinog sulfida se mijenja i kreće se od toplih tonova blještavo narančaste do hladijih karmin i ljubičastih tonova. Razlike u tonu posljedica su razlike u veličini mljevenih komadića pigmenta; preciznije, što su kristali manji, reflektiraju boju bliže narančastom djelu spektra. Uvođenjem sumporovodika u otopine soli dvovalentne žive taloži se crni prašak koji je netopiv u vodi i kiselinama. Crni se živin sulfid može prevesti u crveni cinober zagrijavanjem s onom količinom otapala koja još nije dovoljna za potpuno otapanje. Za dobivanje umjetnog cinobera služi kao otapalo otopina natrijevog sulfida. Cinober se može dobiti sublimiranjem crnog živinog sulfida. U trgovinu dolazi cinober i kao skrletno crvena (Soharlach-zinober) - jedna vrlo lijepa živo crvena boja - koja je stalna na zraku i svjetlu te otporna prema kiselinama i lužinama. Može se miješati s lužnatim vezivima i stavljati na lužnate podloge. 
Cinober proizveden na prvi način s uljima dosta slabo suši i u njima nije stalan na svjetlu. Vermilion je imao primat među crvenim pigmentima u slikarstvu od renesanse sve do 20. stoljeća kada ga zamjenjuju novi sintetski pigmenti, najčešće kadmijeva crvena.

## Povijest

### Antičko doba
Prva dokumentirana primjena vermiliona, proizvedenog iz mljevenog cinabarita datirana je u 7000. – 8000. pr. Kr., na lokalitetu Çatal Höyük, u današnjoj Turskoj. Cinabarit se iskapao u Španjolskoj od 5300. pr. Kr. Prvu dokumentiranu upotrebu pigmenta u Kini datiramo u vrijeme Yangshao kulture 5000 - 4000. pr. Kr., gdje se koristi za oslikavanje keramike, u interijeru za oslikavanje zidova i podova, te u ritualnim ceremonijama. Glavnina cinabarita u antičkom Rimu dolazila je iz rudnika Almadén u zapadnoj Španjolskoj. Dragocjeni je pigment u Rimu korišten u zidnom slikarstvu, za dekoriranje plastike, pa čak i u kozmetičke svrhe. Cinabarit je korišten u zidnom slikarstvu Pompeja, uključujući i freske u Villa dei Misteri. Plinije Stariji izvještava kako su se slikari fresaka u vili domislili načina da ukradu velike količine skupog pigmenta tako što su nepotrebno često prali kistove i čuvali vodu prepunu pigmenta. U Bizantskom Carstvu upotreba vermiliona rezervirana je za carsku obitelj, njime su pisana službena pisma i dekreti.

### Srednji vijek
Iako je tehnika proizvodnje sintetskog vermiliona miješanjem sumpora i žive bila poznata od 9. stoljeća, pigment je unatoč tome i dalje bio vrlo skup. Kako je dosezao cijenu zlatnih listića, korišten je samo za najreprezentativnije dekoracije iluminiranih rukopisa, dok je manje skup minij (po svom sastavu olovni oksid) korišten za oslikavanje inicijala i znakova u tekstu.

## Cinabarit
Cinabarit ili rumenica (lat. cinnabari od grč. ϰıννάβαρı od arap. zinjafar) je heksagonski mineral crvene boje i najvažnija ruda žive, živin(II) sulfid, HgS. Nastaje u području ugaslih vulkana hidrotermalnim putem na prilično niskoj temperaturi; često je u zajednici s srebrom Ag, As4S4, piritom FeS2, SB2S3, vapnencem CaCO3, kremenom SiO2. Veliki rudnici cinabarita nalaze se u Španjolskoj (Almadén), Kaliforniji (New Almaden, New Idria), Italiji (Monte Amiata, Toskana) i Idriji (Slovenija). Vrste cinabarita su: 
- ciglena ruda, praškast cinabarit impregniran u dolomitu;
- čelična ruda, prilično čist cinabarit, čeličnosive boje od primjese bitumena;
- živina jetrena ruda, bituminozni glineni škriljevac s cinabaritom, jetrene boje;
- idrijalit, gust cinabarit s puno bitumena.[11]